# Bezirk Niepołomice
Bezirk Niepołomice – dawny powiat (Bezirk) kraju koronnego Królestwo Galicji i Lodomerii, funkcjonujący w latach 1854–1867. Siedzibą starostwa było miasteczko Niepołomice.

## Historia
Bezirk Niepołomice utworzono w ramach reformy uwłaszczeniowej z okresu Wiosny Ludów (1848–1849), która likwidowała jurysdykcję właściciela ziemskiego nad poddanymi. W Galicji, dominium – jako podstawowa jednostka administracyjna i filar systemu feudalnego straciło rację bytu. Konieczne stało się zatem wprowadzenie nowego systemu administracyjnego, którego zręby powstały w latach 1851–1855. Nowy trójstopniowy podział administracyjny objął 21 cyrkułów (niem. Kreise), 179 małych powiatów (niem. Bezirke) i ponad 6000 gmin (niem. Gemeinde). 
Bezirk Niepołomice objął obszar o wielkości 3,3 mil², zamieszkany był przez 20.179 ludzi i podzielony na 32 gmin katastralnych, w tym jedno miasteczko (Niepołomice). Wszedł w skład cyrkułu bocheńskiego, jako jeden z jego dziewięciu powiatów. Na północy powiat graniczył z Imperium Rosyjskim. 1 maja 1860 zniesiono cyrkuł bocheński, a jego cały obszar włączono do cyrkułu krakowskiego.
Po nadaniu Galicji autonomii oraz powołaniu samorządu gminnego i powiatowego w 1865 zlikwidowano cyrkuły (Kreise). Dotychczasowe małe powiaty (Bezirke) w liczbie 179, utrzymały się do 1867 roku, kiedy to w następstwie kolejnej reformy administracyjnej (23 stycznia 1867) zostały zastąpione przez 74 większe powiaty. Obszar zniesionego Bezirk Niepołomice wszedł wtedy w skład nowych powiatów wielickiego i bocheńskiego. 1 sierpnia 1878 częściowo zmieniono granice tych powiatów. 1 kwietnia 1932 powiat wielicki zniesiono, a jego obszar podzielono pomiędzy powiaty krakowski i myślenicki.

## Podział administracyjny (1854)
| Lp. | Gmina jednostkowa                        | Powierzchnia | Ludność | Powiat w 1867 po zniesieniu |
| --- | ---------------------------------------- | ------------ | ------- | --------------------------- |
| 1   | Niepołomice (m) z Mszczęcinem i Chobotem | 6329         | 3168    | bocheński                   |
| 2   | Brzezie z Gruszkami                      | 932          | 596     | wielicki                    |
| 3   | Cichawa                                  | 927          | 390     | wielicki                    |
| 4   | Czyżów                                   | 223          | 92      | wielicki                    |
| 5   | Dąbrowa                                  | 1063         | 243     | wielicki                    |
| 6   | Grodkowice z Łysokaniami                 | 871          | 361     | bocheński                   |
| 7   | Kółko                                    | 37           | 86      | bocheński                   |
| 8   | Kłaj z Poszyną                           | 3684         | 1369    | bocheński                   |
| 9   | Łężkowice                                | 305          | 206     | bocheński                   |
| 10  | Ochmanów z Zagórzem                      | 851          | 401     | wielicki                    |
| 11  | Podłęże                                  | 754          | 437     | bocheński                   |
| 12  | Staniątki z Podborzem i Chrością         | 899          | 1093    | wielicki                    |
| 13  | Szarów                                   | 547          | 326     | wielicki                    |
| 14  | Suchoraba ze Słomirogiem                 | 552          | 264     | wielicki                    |
| 15  | Szczytniki ze Świątnikami Dolmymi        | 673          | 657     | wielicki                    |
| 16  | Targowisko                               | 913          | 793     | bocheński                   |
| 17  | Węgrzce Wielkie i Małe oraz Mała Wieś    | 1325         | 397     | wielicki                    |
| 18  | Wola Batorska z Kępiną                   | 2336         | 2636    | bocheński                   |
| 19  | Książnice Wielkie i Małe                 | 596          | 567     | bocheński                   |
| 20  | Zakrzów z Zakrzowcem                     | 851          | 428     | wielicki                    |
| 21  | Zabierzów z Wolą Zabierzowską            | 2619         | 2365    | bocheński                   |
| 22  | Klęczany                                 | 255          | 175     | wielicki                    |
| 23  | Marszowice                               | 893          | 489     | wielicki                    |
| 24  | Niewiarów ze Świdówką i Jaroszówką       | 841          | 455     | wielicki                    |
| 25  | Niegowić                                 | 478          | 257     | wielicki                    |
| 26  | Nieznanowice                             | 502          | 291     | wielicki                    |
| 27  | Pierzchów                                | 483          | 570     | wielicki                    |
| 28  | Pierzchowiec                             | 152          | 85      | wielicki                    |
| 29  | Krakuszowice                             | 574          | 268     | wielicki                    |
| 30  | Liplas                                   | 797          | 249     | wielicki                    |
| 31  | Wiatowice                                | 648          | 347     | wielicki                    |
| 32  | Zborczyce                                | 285          | 118     | wielicki                    |

Objaśnienie:
(M) = miasto; (m) = miasteczko